# Turbozespół wodny

Przekrój turbozespołu z turbiną kaplana

Turbozespół wodny, hydrozespół (ang. hydroelectric set) – określenie obejmujące całość urządzeń służących do przemiany hydraulicznej energii wody na energię elektryczną. Standardowy turbozespół wodny składa się zasadniczo z dwóch maszyn: turbiny wodnej i generatora. W przypadku pośredniego napędu generatora przez turbinę dodatkowym elementem turbozespołu jest przekładnia, którą zalicza się jednak do zespołów turbin.